# 矩尺座ε
矩尺座ε，又名CD-4710765，HD 147971、SAO 226773、HR 6115，是矩尺座的一颗恒星，视星等为4.47，位于銀經336，銀緯0.98，其B1900.0坐标为赤經16h 19m 50.9s，赤緯-47° 0.98′ 36″。